# Amáranta (Kilkís)
Amáranta (grec moderne : Αμάραντα) est une localité située dans le dème de Kilkís, dans le district régional de Kilkís, dans la periphérie de Macédoine-Centrale, en Grèce.
Selon le recensement de 2011, elle compte 256 habitants.